# Gunilde del Wessex
Gunilde del Wessex (fl. XI secolo) è stata una nobile e religiosa anglosassone, figlia di re Aroldo II d'Inghilterra.

## Biografia
Era la figlia minore di Harold Godwinson, conte di Wessex (futuro Aroldo II d'Inghilterra) e della sua prima moglie Edith la Bella. Venne educata all'abbazia di Wilton, dove divenne infine suora, rimanendovi anche dopo la conquista normanna dell'Inghilterra e la morte o la fuga degli altri membri della dinastia di Godwin. Durante gli anni a Wilton entrò in contatto coi più alti esponenti del mondo ecclesiastico anglosassone, come Vulstano di Worcester e Anselmo di Canterbury; con quest'ultimo ebbe un rapporto particolarmente stretto, e i due rimasero in contatto epistolare per anni.
Tuttavia la sua vita cambiò attorno al 1093, quando conobbe il potente feudatario normanno Alano il Rosso. I resoconti degli avvenimenti sono discordanti: secondo alcuni infatti Alano rapì Gunilde da Wilton al fine di sposarla per beneficiare di alcuni suoi reclami terrieri, secondo altri invece Gunilde e Alano avevano già una relazione e la suora fuggì di propria volontà per poter stare assieme all'amato. La seconda teoria parrebbe confermata dalle lettere inviatele nei mesi successivi da Anselmo di Canterbury, che la rimproverava del suo comportamento e la spronava a tornare alla vita monacale. I due forse ebbero una figlia, Matilda, andata in sposa al grande proprietario terriero Walter D'Aincourt.
Entro lo stesso 1093 tuttavia Alano il Rosso morì, e Gunilde, probabilmente per opportunità, si legò sentimentalmente al fratello di lui Alano il Nero, che ne ereditò il patrimonio. Anselmo di Canterbury disapprovò anche questa unione, ma i suoi tentativi di persuadere Gunilde furono nuovamente vani. Alano il Nero e Gunilde non ebbero figli, e la mancanza di menzioni successive è indizio della morte della nobile anglosassone, l'ultima della vecchia casa reale a risiedere in Inghilterra.